# T/S Atlantica

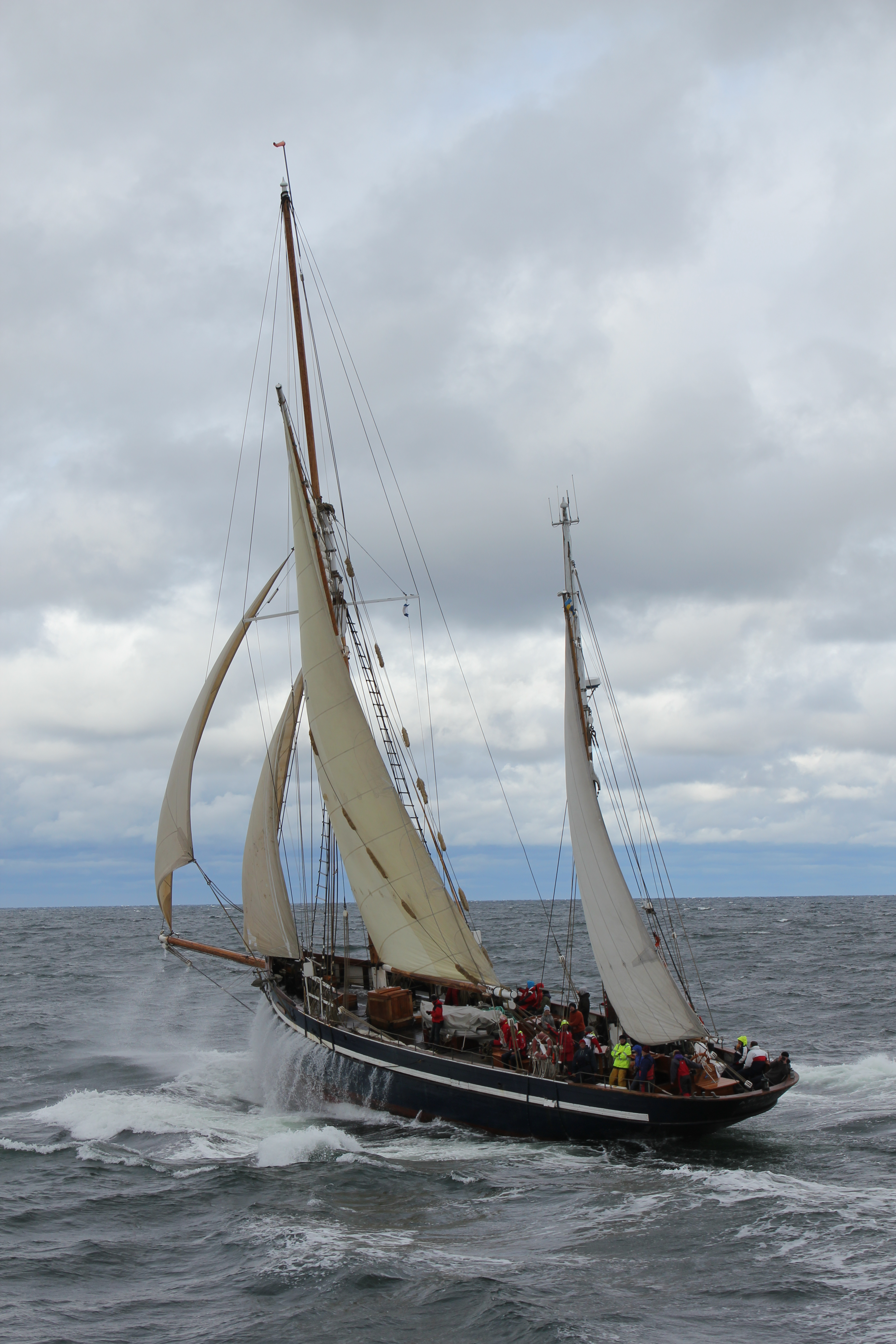
Skolskeppet Atlantica seglar utanför Vinga.

T/S Atlantica, eller bara Atlantica, är Stiftelsen Svenska Kryssarklubbens Seglarskolas femte och nyaste skepp. Hon byggdes som nybygge nummer 354 på Karstensens Skibsværft i Skagen, Danmark. Hon sjösattes den 2 maj och levererades den 10 oktober 1981 för att seglas som skolfartyg av Seglarskolan. Atlantica är en kopia av Gratitude, men något större. Hon ersatte den äldre och nedgångna engelska kuttern Leader, byggd 1892 i Brixham, som såldes. Hennes fjärde systerfartyg Tibnor (f.d. Tryggvason) såldes 1989.
Atlantica seglas under somrarna som ett skolsegelfartyg med 6-9 personer i den fasta besättningen och 24 elever. 
- Byggår: 1981
- Båttyp: Engelsk Kutter
- Segelyta 560 kvm
- Längd 26 m